# Urbanizzazione secondaria
In ambito urbanistico si definisce urbanizzazione secondaria l'insieme dei servizi sociali a supporto di un insediamento urbano. Alcuni esempi sono:
- asili nido
- scuole (di ogni ordine e grado)
- presidi medici
- impianti sportivi di quartiere
- aree a verde di quartiere
- uffici comunali
- mercati di quartiere
- centri culturali
- chiese

La legislazione italiana definisce su scala nazionale le urbanizzazioni secondarie al 2° comma dell'art. 4 della L.n. 847 del 1964, modificato successivamente dall'art. 44 della L.n. 865 1971.
A queste poi si devono aggiungere le eventuali leggi regionali in materia.